# Nom de la France
 (mai 2016).
Si vous disposez d'ouvrages ou d'articles de référence ou si vous connaissez des sites web de qualité traitant du thème abordé ici, merci de compléter l'article en donnant les références utiles à sa vérifiabilité et en les liant à la section « Notes et références ».
Le nom France est issu du latin Francia, qui signifie littéralement « Francie », c'est-à-dire « pays des Francs ».
À l'origine, il s'appliquait à l'ensemble de l'empire des Francs, qui s'étendait du sud de la France actuelle à l'est de l'Allemagne actuelle. La France moderne est encore appelée Frankreich en allemand, ou similairement dans d'autres langues germaniques (comme Frankrijk en néerlandais).

## Origines

### La Gaule

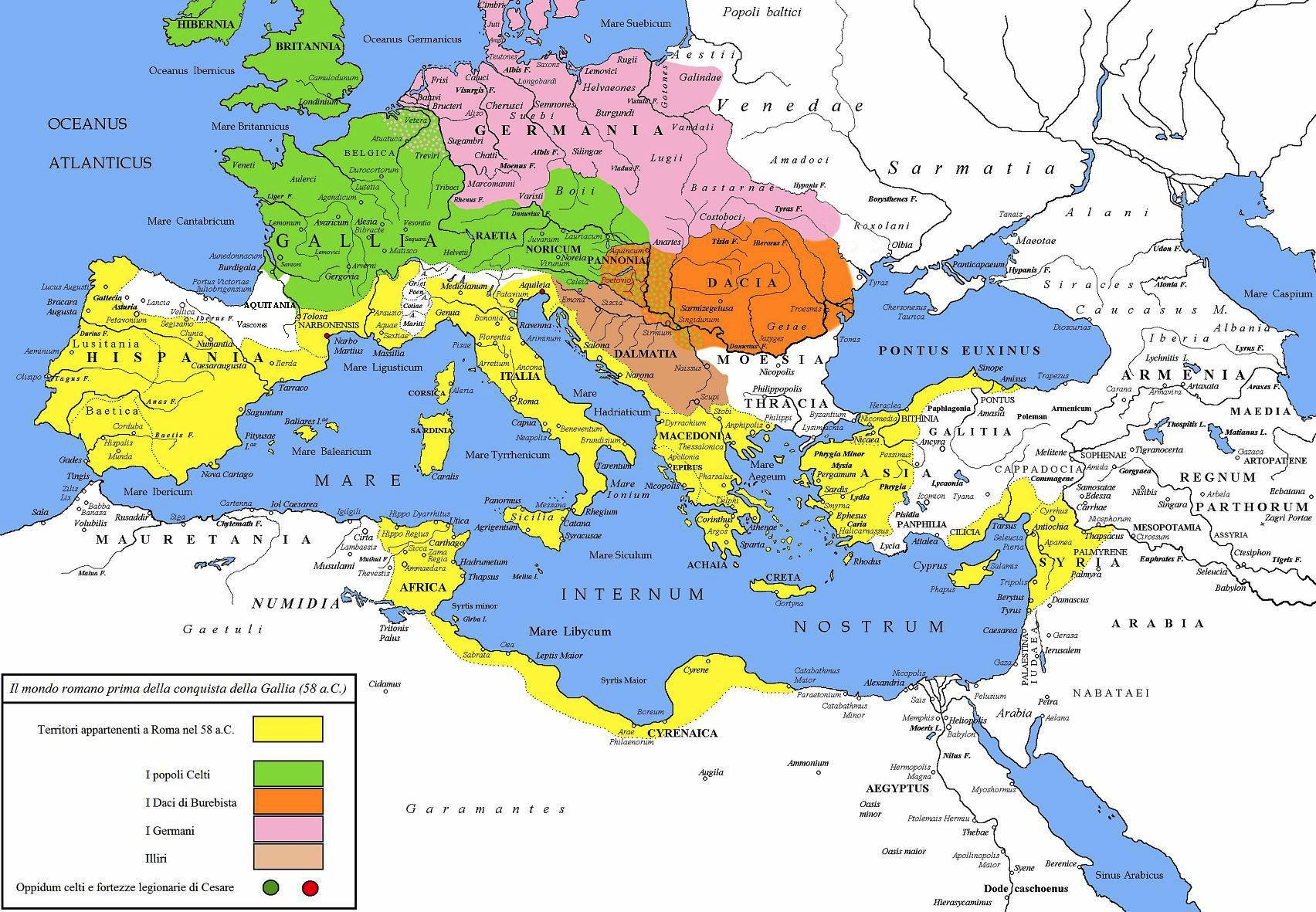
La Gaule celtique et République romaine en 58 av. J.-C.

Avant de s'appeler « France », ce territoire était la majeure partie de la « Gaule » (en latin Gallia). Ce nom a d'ailleurs continué d'être employé après l’avènement des Francs et était encore utilisé pendant les règnes de Clovis, de Charles Martel, de Pépin le Bref et de Charlemagne. En fait, tant que les lettrés continuèrent à employer quasi exclusivement le latin, l’appellation romaine Gallia a continué de côtoyer celle de France. On utilisait d'ailleurs aussi bien gaule et gaulois, de la langue vernaculaire, que les mots latins gallia, gallus et gallicus.
Fin lettré gallo-romain du IVe siècle, le poète Ausone écrit en latin mais parle gaulois avec son père. La langue gauloise est encore parlée en Auvergne et en Armorique au Ve siècle. En 473, trois ans avant la chute de l'Empire d'Occident, Sidoine Apolinaire écrit à son beau-frère Ecdicius pour le féliciter d'avoir convaincu la noblesse arverne d'adopter enfin l'usage du latin. Les Arvernes seraient ainsi restés les plus irréductibles des Gaulois ! Chaque peuple de la Gaule s'appelait de son nom tribal et parlait sa langue tribale, de sorte que le concept de « Gaule » n'est apparu qu'avec Jules César et a survécu pendant un millénaire. Même lors de l'élection au trône de Hugues Capet, en 987, le chroniqueur Richer précise qu'il fut reconnu roi « par les Gaulois », désignant par là le fonds de population essentiellement rurale, qui n'était pas d'origine franque.
Cependant, cette similitude des noms est probablement une coïncidence : les mots français gaule et gaulois, qui semblent avoir été empruntés eux-mêmes au germanique walha-, appellation usuelle pour qualifier les peuples de langues non germaniques (autant les Celtes que les Latins). Le w germanique a régulièrement donné g(u) dans les dialectes du français central et l'ancienne diphtongue au résulte de la vocalisation du groupe al devant une consonne (une trace de cet ancien lien persiste par exemple dans la correspondance cheval / chevaux, où le x est une graphie médiévale pour ls). En outre, g initial ([g]) serait devenu j ([d͡ʒ] > [ʒ], exemples : gamba > jambe), et la diphtongue au serait incompréhensible ; le résultat attendu d'une évolution phonétique romane à partir de l'étymon Gallia aurait dû être régulièrement *Jaille en français (dans la toponymie : la Jaille[-Yvon], Maine-et-Loire, [Yvo de] Gallia 1052 - 1068, est un simple homophone).
Aujourd'hui, en français moderne, le mot Gaule s'emploie principalement en référence à un contexte historique, si ce n'est en ce qui concerne la titulaire du chef de l'épiscopat français, l'archevêque de Lyon, primat des Gaules. Les Gaules y sont au pluriel, reflétant les trois entités de Gaule transalpine distinguées par les Romains (Celtica, Belgica, et Aquitania, cette dernière de peuplement majoritairement aquitanien). L'adjectif gaulois est encore parfois utilisé lorsqu'une personne désire appuyer des éléments qu'elle considère comme ancrés dans l'histoire française, comme nos ancêtres les Gaulois, une expression typique du roman national, caractérisant la volonté de faire plonger les racines de la nation française jusqu'à l'Antiquité. Au cours de la Troisième République, bien souvent, les autorités faisaient référence à notre vieille nation gauloise, un cas dans lequel l'adjectif gaulois est utilisé avec une connotation positive. Le mot gallicisme est utilisé en linguistique pour exprimer une forme spécifique à la langue française. Le coq gaulois est aussi un symbole national de la France, comme pour la Fédération Française de Football.
En grec, la France est toujours appelée Γαλλία, Gallia, « Gaule ».

### Francie

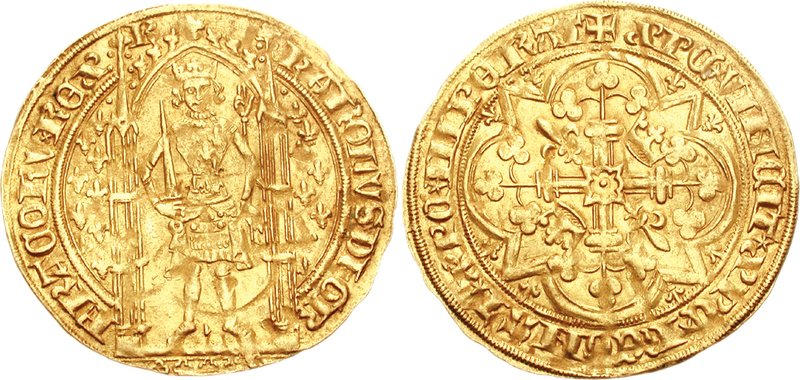
Franc à pied (1360) de Charles V, avec l'inscription Francorum Rex (« Roi des Francs »)

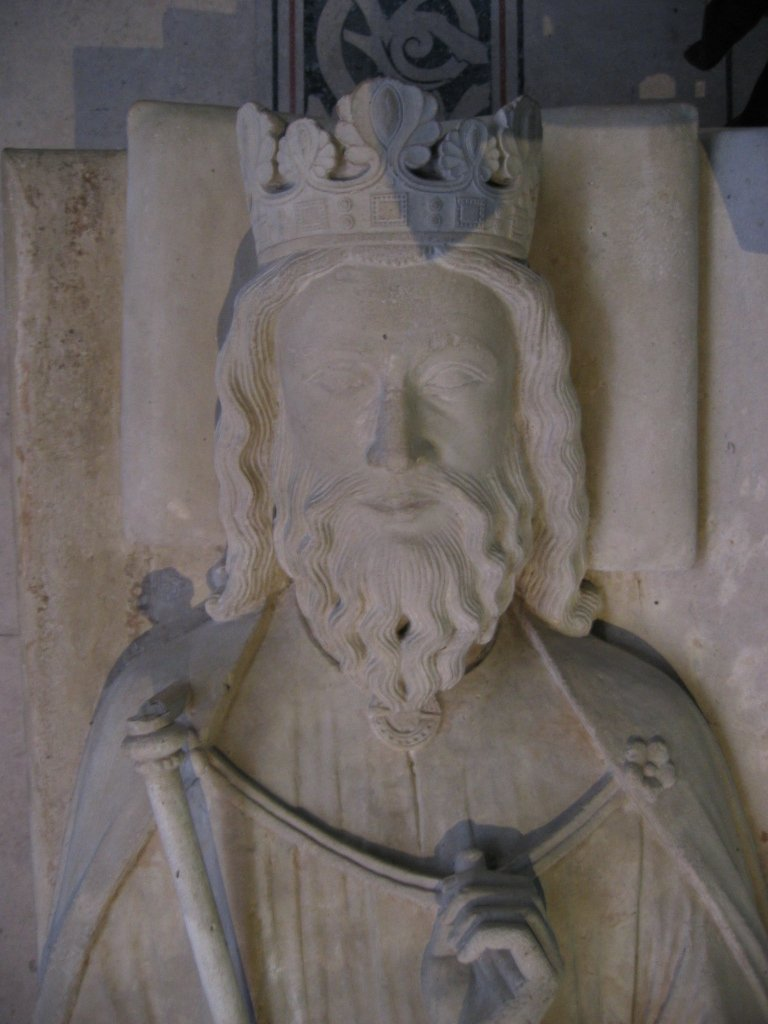
Gisant de Clovis Ier, roi des Francs, à la basilique Saint-Denis.

Sous le règne des rois Clovis, Charles Martel, Pépin le Bref et Charlemagne, le pays était connu comme le Royaume des Francs, ou, en latin, Francia (« France » conventionnellement écrit « Francie » en histoire mérovingienne et carolingienne).
En 800 le Roi des Francs Charlemagne est couronné Empereur des Romains par le pape Léon III a la basilique Saint-Pierre de Rome, désormais le Royaume Franc se mue en un nouvel Empire Romain, un Empire par la grâce divine, sous la bénédiction de l'Église.
Il s'agit déjà d'un « Saint Empire de Rome », bien qu'il ne porte pas encore ce nom, on parle alors encore de « Regnum Francorum », en français, Royaume des Francs. Charlemagne quant à lui n'est plus seulement Roi, il est Empereur des Romains.
De fait l'Empire Romain d'occident renait de ses cendres, bien que les Byzantins refusent de reconnaitre la légitimité de Charlemagne à porter le titre d'Empereur Romain, de leur point de vue, il n'y a qu'un seul véritable Empire, c'est l'empire Romain d'Orient ou Empire Byzantin.
En 843, le traité de Verdun divisa l'empire Romain d'Occident bâti par Charlemagne en trois parties : la Francie occidentale, la Francie médiane et la Francie orientale.
C'est seulement sous l'Empereur Barberousse que la partie orientale de l'Empire abandonne le nom de Regnum Francorum pour devenir « Sacrum Romanum Imperium » en Français, Saint Empire Romain, remarquez que l'adjectif « Germanique » est un ajout de l'historiographie française.
Comme la Francie médiane avait elle-même été morcelée et que le nom Francie orientale avait disparu, on prit l'habitude de se référer à la Francie occidentale sous le seul nom de Francie, de laquelle est dérivé le mot France. En allemand, la France est encore appelée Frankreich, qui signifie littéralement «royaume (Reich) franc  (Frank)». Afin de le distinguer de l'empire de Charlemagne, le royaume franc est appelé Frankenreich.
Le nom des Francs lui-même vient du mot proto-germanique frankon, qui signifie javelot ou lance. 
Une autre étymologie présumée est que frank signifie « homme libre », du fait que ce mot signifie effectivement « libre » dans les anciennes langues germaniques. Ces deux étymologies sont en fait correctes, mais il est plus probable que le mot frank (« libre ») provienne du nom de la population. En effet, seuls les Francs en tant que classe conquérante avaient le statut d'hommes libres. Ce dernier sens étymologique a eu un grand impact sur l'abolition de l'esclavage en Francie puis en France et est partiellement à l'origine du concept du Privilège de la terre de France.
D'après une tradition remontant à la Chronique de Fredegar (VIIe siècle), le nom des Francs lui-même proviendrait de Francio, l'un des rois germaniques des Sicambres autour de 61 av. J.-C., dont le territoire s'étendait sur la rive ouest du Rhin, entre l'actuel Strasbourg et la Belgique. Cette nation est explicitement mentionnée par Jules César dans ses Cahiers de notes sur la Guerre des Gaules. Il est aussi intéressant de noter que selon l'Histoire des Francs, de Grégoire de Tours, l'évêque de Reims aurait appelé Clovis lors de son baptême comme un Sicambre (« Depone colla, Sicamber »).
Le nom de l'ancienne monnaie française, le franc, vient des mots gravés sur les pièces, Rex Francorum, qui signifie « Roi des Francs » en français.

### France
Dans la plupart des langues romanes, le nom de la France s'est conservé sous sa forme latine initiale Francia, avec des évolutions phonétiques régionales.
Dans la plupart des langues germaniques, le nom de la France est connu comme « empire ou royaume des Francs », à savoir Frankreich en allemand, Frankrijk en néerlandais, Frankrike (Rike des Francs) en suédois et en norvégien, Frankrig en danois. En revanche, les Islandais nomment la France Frakkland « pays des Francs ». Ce nom apparaît dans le prologue de l'Edda de Snorri dans lequel le clan Völsungar règne sur le Frakkland.

## Sens du mot «France»
Le mot France (et l'adjectif français) peut avoir quatre sens différents qu'il est important de distinguer pour éviter les ambiguïtés.

### Sens géopolitique
Dans un premier sens, France désigne l'ensemble de la république française. Dans ce cas, français se réfère à la nationalité.

### Sens historiques
Dans un troisième sens, France désigne plus spécifiquement la province de l'Île-de-France (avec Paris en son centre) qui, historiquement, a été le cœur du domaine royal. Ce sens se retrouve dans certains noms géographiques, comme la Brie française ou le Vexin français. La Brie française est la partie de la Brie qui a été annexée au domaine royal, par opposition à Brie champenoise, qui a été annexée par la Champagne. De même, le Vexin français est la partie du Vexin à l'intérieur de l'Île-de-France, contrairement au Vexin normand qui fait partie de la Normandie.
Ce sens se retrouve également dans le nom de la langue française, dont le sens littéral est « langue de la région Île-de-France ». Ce n'est en effet qu'entre le XIXe et le XXe siècle qu'elle est devenue la langue de l'ensemble du pays. En français moderne, la langue française est appelée français, tandis que la vieille langue de l'Île-de-France a été appelée francien à partir du XIXe siècle par les philologues et les lexicographes, appellation désuète de nos jours.
Dans un quatrième sens, France désigne seulement le pays de France, l'un des nombreux pays (en latin pagi, singulier pagus) de l'Île-de-France. Les provinces de France sont traditionnellement composées de plusieurs pays, qui sont la continuation directe des pagi mis en place par les Francs au haut Moyen Âge. La province de l'Île-de-France est donc composée de plusieurs pays : pays de France, Parisis, Hurepoix, Vexin français, et ainsi de suite. Pays de France est la plaine très fertile située immédiatement au nord de Paris, qui a porté l'agriculture la plus productive au cours du Moyen Âge et a été la source de l'immense richesse du royaume de France avant la guerre de Cent Ans ; qui rendit possible l'émergence de l'art gothique, qui se propagea ensuite dans toute l'Europe occidentale. Le pays de France est aussi appelé la plaine de France. Sa principale ville historique est Saint-Denis, où la première cathédrale gothique du monde a été construite au XIIe siècle, et à l'intérieur de laquelle les rois de France sont enterrés. Le pays de France est de nos jours presque entièrement urbanisé, c'est la banlieue nord de Paris.
Ce quatrième sens se retrouve dans de nombreux noms de lieux, tels la ville de Roissy-en-France, sur le territoire de laquelle est situé l'aéroport.

## D'autres noms pour la France

### Langues régionales françaises
Dans différentes langues de France autres que le français, le pays est nommé : Frànkrich en alsacien, Frantzia en basque, Gaule en bourguignon-morvandiau, Bro-C'hall ou Frañs en breton, França en catalan, Francia en corse, Fwans en créole guadeloupéen, Lafrans en créole guyanais, Fwans en créole martiniquais, Fraince en franc-comtois, Frankräich en francique luxembourgeois, France ou França en francoprovençal (arpitan), France en gallo, France en lorrain, Fraunce ou France en normand, Vrankryk ou Frankryk en ouest-flamand, França en occitan, Franche en picard, France en poitevin-saintongeais, Farāni en tahitien et France en wallon. 

### Autres langues
En hébreu, la France est appelée צרפת (Tzarfat).
En maori de Nouvelle-Zélande, la France est appelée Wīwī, terme dérivé des mots «  oui, oui ».
En chinois, la France est appelée 法兰西 (falanxi) retranscription du nom français ou plus couramment 法国 (ou 法國 en traditionnel) (faguo), littéralement le « pays de la loi ».
En navajo, langue apache des Navajos, la France se nomme Dáághahii Dineʼé bikéyah, soit littéralement « la nation de ceux qui portent la moustache ».
En Grèce, la France est toujours appelée Gallia.
En finnois, la France est appelée Ranska.
En Turquie, la France est appelée Fransa.